# Giuseppe Maria Castelli
Giuseppe Maria Castelli (ur. 4 października 1705 w Mediolanie, zm. 9 kwietnia 1780 w Rzymie) – włoski duchowny katolicki, kardynał, prefekt Świętej Kongregacji Rozkrzewiania Wiary.
Pochodził z arystokratycznego rodu. 24 września 1759 Klemens XIII wyniósł go do godności kardynalskiej. Wziął udział w konklawe wybierających Klemensa XIV i Piusa VI. Od 1763 do śmierci był prefektem Świętej Kongregacji Rozkrzewiania Wiary. W latach 1766–1767 sprawował urząd Kamerlinga Świętego Kolegium Kardynałów.
Był członkiem powołanej w 1767 roku przez papieża Klemensa XIII w związku z groźbą przyznania praw dysydentom Kongregacji do Spraw Polskich.